# Ventolin
Ventolin — EP 1995 года электронного музыканта и продюсера Ричарда Дэвида Джеймса, выпущенный под псевдонимом Aphex Twin 27 марта 1995 года на лейбле Warp Records. Пластинка содержит ремиксы на заглавную композицию. Джеймс записал множество версий песни Ventolin. Пластинка вошла в Dance Singles Chart, заняв 15 место в апреле 1995 года
Композиция названа в честь торгового названия препарата сальбутамол, который назначают для лечения астмы . Сообщается, что побочным эффектом этого препарата является тиннитус, пронзительный звон в ушах. Джеймс использовал этот эффект в Ventolin, включив пронзительный пронзительный звон на протяжении всего трека. Музыка также включает в себя сильно искажённые техно биты. Полученный эффект был назван «одним из самых жёстких синглов, когда-либо записанных».

## Синглы
В 1995 году Warp Records выпустили Ventolin как сингл в Великобритании на 12-дюймовом виниле и CD в двух частях, Ventolin и Ventolin Remixes . EP имеют еще 12 треков, якобы версий Ventolin. Пластинка вошла в танцевальный чарт синглов под номером 15 8 апреля 1995 года

## Трек лист

### Ventolin
Все треки написаны Ричардом Дэвидом Джеймсом
| №                   | Название                         | Длительность |
| ------------------- | -------------------------------- | ------------ |
| 1.                  | «Ventolin (Salbutamol Mix)»      | 5:46         |
| 2.                  | «Ventolin (Praze-An-Beeble Mix)» | 3:21         |
| 3.                  | «Ventolin (Marazanvose Mix)»     | 2:10         |
| 4.                  | «Ventolin (Plain-An-Gwarry Mix)» | 4:37         |
| 5.                  | «Ventolin (The Coppice Mix)»     | 4:35         |
| 6.                  | «Ventolin (Crowsmengegus Mix)»   | 5:52         |
| Общая длительность: | Общая длительность:              | 26:27        |

### Цифровое переиздание 2017 года[4]
| №                   | Название                         | Длительность |
| ------------------- | -------------------------------- | ------------ |
| 1.                  | «Ventolin (Salbutamol Mix)»      | 5:46         |
| 2.                  | «Ventolin (Praze-An-Beeble Mix)» | 3:21         |
| 3.                  | «Ventolin (Marazanvose Mix)»     | 2:10         |
| 4.                  | «Ventolin (Plain-An-Gwarry Mix)» | 4:37         |
| 5.                  | «Ventolin (The Coppice Mix)»     | 4:35         |
| 6.                  | «Ventolin (Crowsmengegus Mix)»   | 5:52         |
| 7.                  | «hilow [ru,ec,+3]»               | 2:55         |
| 8.                  | «ventolin1 un e,ru,ec+2»         | 1:21         |
| Общая длительность: | Общая длительность:              | 30:43        |

### Ventolin remixes
| №                   | Название                      | Длительность |
| ------------------- | ----------------------------- | ------------ |
| 1.                  | «Ventolin (Wheeze Mix)»       | 7:07         |
| 2.                  | «Ventolin (Carharrack Mix)»   | 2:49         |
| 3.                  | «Ventolin (Probus Mix)»       | 4:14         |
| 4.                  | «Ventolin (Cylob Mix)»        | 5:02         |
| 5.                  | «Ventolin (Deep Gong Mix)»    | 6:18         |
| 6.                  | «Ventolin (Asthma Beats Mix)» | 1:39         |
| Общая длительность: | Общая длительность:           | 27:09        |